# Eleftherios Petrounias
Dimosthenis Tampakos (Athene, 30 november 1990) is een Grieks turner. Tampakos is een toestelspecialist aan de ringen.
Tampakos won in 2015 de wereldtitel aan de ringen. Een jaar later in het Braziliaanse Rio de Janeiro won Tampakos de olympische gouden medaille aan de ringen.
In 2017 en 2018 prolongeerde Tampakos zijn wereldtitel aan de ringen.

## Resultaten

### Olympische Zomerspelen
| Jaar | Plaats         | Resultaten    |
| ---- | -------------- | ------------- |
| 2016 | Rio de Janeiro | aan de ringen |

### Wereldkampioenschappen turnen
| Jaar | Plaats   | Resultaten    |
| ---- | -------- | ------------- |
| 2015 | Glasgow  | aan de ringen |
| 2017 | Montreal | aan de ringen |
| 2018 | Doha     | aan de ringen |

1896: Ioannis Mitropoulos ·
1904: Herman Glass ·
1924: Francesco Martino ·
1928: Leon Štukelj ·
1932: George Gulack ·
1936: Alois Hudec ·
1948: Karl Frei ·
1952: Grant Sjaginjan ·
1956: Albert Azarjan ·
1960: Albert Azarjan ·
1964: Takuji Hayata ·
1968: Akinori Nakayama ·
1972: Akinori Nakayama ·
1976: Nikolaj Andrianov ·
1980: Aleksandr Ditjatin ·
1984: Koji Gushiken, Li Ning ·
1988: Holger Behrendt, Dmitri Bilozertsjev ·
1992: Vitali Tsjerbo ·
1996: Jury Chechi ·
2000: Szilveszter Csollány ·
2004: Dimosthenis Tampakos ·
2008: Chen Yibing · 
2012: Arthur Zanetti · 
2016: Eleftherios Petrounias · 
2020: Liu Yang · 
2024: Liu Yang